# Pandanus conoideus
Pandanus conoideus là một loài thực vật có hoa trong họ Dứa dại. Loài này được Lam. miêu tả khoa học đầu tiên năm 1785.